# آل أحمد بن حسين (الزاهر)

تعديل مصدري - تعديل

آل أحمد بن حسين هي إحدى قرى عزلة قربة بمديرية الزاهر التابعة لمحافظة البيضاء، بلغ تعداد سكانها 972 نسمة حسب تعداد اليمن لعام 2004.